# Johnny Olson
Pour les articles homonymes, voir Olson.
Johnny Olson est un acteur américain né le 22 mai 1910 à Windom, Minnesota (États-Unis), décédé le 12 octobre 1985 à Santa Monica (Californie).

## Filmographie
- 1949 : Johnny Olsen's Rumpus Room (série télévisée) : Host
- 1951 : Kids and Company (série télévisée) : Co-host
- 1953 : Name That Tune (série télévisée) : Announcer (1956-1959)
- 1957 : Hold That Note (série télévisée) : Announcer
- 1957 : Keep It in the Family (série télévisée) : Announcer
- 1962 : Jackie Gleason and His American Scene Magazine (série télévisée) : Announcer (1962-1966)
- 1962 : The Match Game (série télévisée) : Announcer (1962-1969, 1973-1982)
- 1972 : Wally's Workshop (série télévisée) : Announcer (1972-1973)
- 1972 : I've Got a Secret (série télévisée) : Announcer (1972-1973)
- 1972 : The Price Is Right (série télévisée) : Announcer (1972-1985)
- 1974 : Tattletales (série télévisée) : Sub-announcer (1974), announcer (1982-1985)
- 1976 : Family Feud (jeu télévisé) : Announcer (pilot, 1976)
- 1984 : Body Language (série télévisée) : Announcer (1984-1985)